# Udvarhelyi Ágoston
| Udvarhelyi Ágoston                        | Udvarhelyi Ágoston |
| Kattints az alábbi külső linkek egyikére! | Kattints az alábbi külső linkek egyikére!                                                                                          |
| ----------------------------------------- | --- |
| Nem található szabad kép.(?)              | |
| külső link · jogvédett                    | Udvarhelyi Ágoston Fotó: arpadgimnazium.hu. Beszélgetés Boga Bálinttal gimnáziumi emlékeiről (1. rész.) Óbudai Anziksz. 2019. ősz. |

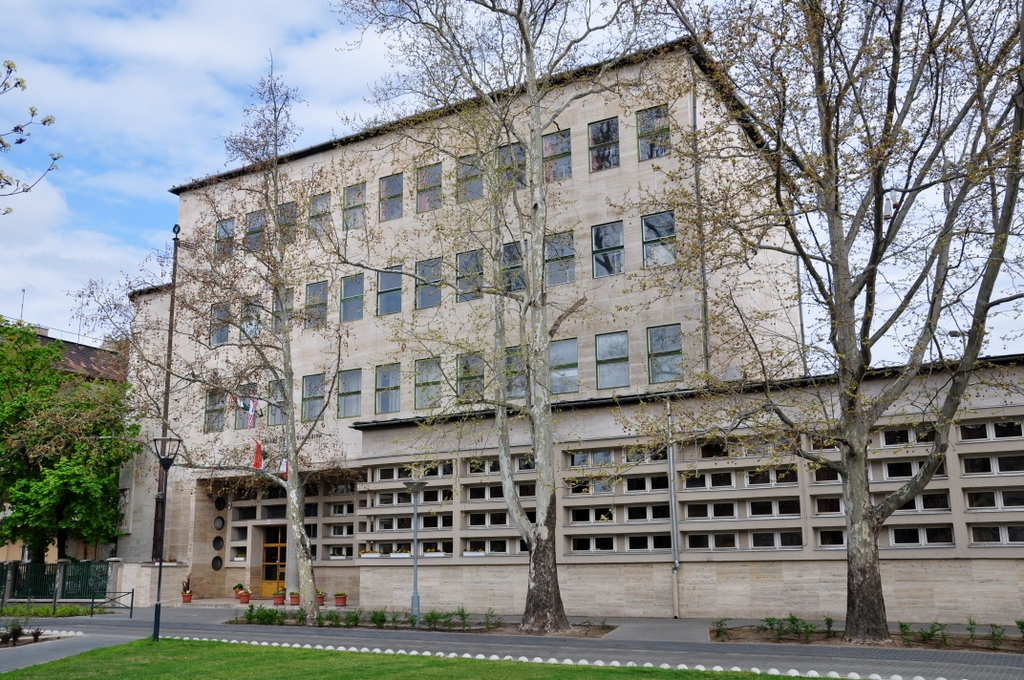
1947-1966 között az Óbudai Árpád Gimnáziumban történelem-földrajz szakos tanáraként dolgozott

Udvarhelyi Ágoston (Budapest, 1904. szeptember 12. – Budapest, 1983. március 7.), történelem-földrajz szakos középiskolai tanár, gimnáziumi igazgató, tanulmányi felügyelő, cserkészvezető.

## Életútja, munkássága
1935-ig Uhlitz Ágoston. 1914–től a budapesti Fáy Gimnáziumban tanult, 1922-ben érettségizett 1922–1925 között katona volt. 1926-ban a Pázmány Péter Tudomány Egyetemen földrajz–történelem szakos tanári oklevelet szerzett. 
Visszament a Fáy Gimnáziumba és ott tanított, a 18. sz. Lóczy Lajos cserkészcsapat parancsnoka, 1944-től igazgatóhelyettes volt. A Magyar Cserkészszövetség országos intézőbizottságának tagja és a budapesti cserkészkerület tisztipróbáztató bizottságának elnöke is volt.
A III. kerületi Árpád Gimnáziumban 1947–1950 között igazgató, 1951-ben igazgatóhelyettes és tanár, majd 1957-1966 között Fülöp Zoltán igazgató mellett megint igazgatóhelyettes és 1958-tól tanulószoba vezető. 1960-ban, 1961-ben igazgatóhelyettes, az iskola adminisztratív vezetője. 1956 októberében a Gimnázium Munkástanácsának a tagja.1966-ban nyugdíjba küldték. Nem volt párttag, így 1950 után már nem nevezték ki igazgatónak. 
A Pestlőrinci Köztemetőben temették el. Leánya Piroska.

## Tanítványai emlékezéseiből
- Pesti Napló, 1939-06-02. 124. szám.[9] Bakos Ákos az országos földrajzverseny harmadik helyezettje. A Mester utcai Fáy Gimnázium tanulója. Néhány nap múlva érettségizik. Az újságírás mellett szeretném elvégezni a jogot is. Ami pedig a most elért eredményt illeti, azt elsősorban tanáromnak, Udvarhelyi Ágostonnak köszönhetem.
- Gyimesi László: Beszélgetés Boga Bálinttal gimnáziumi emlékeiről (1. rész) Dr. Boga Bálint orvos, oktató, helytörténész, költő, író, 1952-1956 között az Óbudai Árpád Gimnázium tanulója. „Udvarhelyi Ágoston földrajztanár, igazgató-helyettes a vagány fiúkat kedvelte…. A földrajz lényegét jól tanította, ő is vázlatot diktált, amelynek tudása elég volt a jó jegyhez. Kirándulásokat is szervezett a földrajzi tájak megismerésére…. Temetésén részt vettem, az egyik búcsúbeszédet Sinkovits Imre színész mondta, mivel ő is az Árpád Gimnázium tanulója volt. Az ő szájából hangzott el tanárunkra és a kommunista rendszerre utalva: Téged sosem szennyeztek be semmiféle kitüntetéssel.”[10]
- Domszky András. Dr. Nagy László-A világcserkészet ujjászervezője. (1921-2009) Nagy László újságíró, történész, 17 éven át a Cserkészmozgalom Világszervezete főtitkára volt. „Udvarhelyi Ágoston  akkor még a Fáy András Gimnáziumban tanított. Nagy László visszaemlékezése: „Miért vállaltam el ezt a kihívást, amelyre semmi sem predesztinált? Rövidnadrágos koromban lelkes cserkész voltam, és tapasztalatból ismertem a mozgalom pozitív hatását. Két gimnáziumi tanárom, Kúnfalvy Rezső és Udvarhelyi Ágoston nagy szerepet játszottak abban, ne váljék belőlem sem pesti link, sem aranyifjú. Bíztak bennem. Annak ellenére, hogy csak közepes tanuló voltam, cserkésztisztet és önképzőköri elnököt csináltak belőlem. Udvarhelyi Guszti bá’ osztályfőnököm volt az iskola 18. számú, Lóczy Lajosról elnevezett cserkészcsapatának parancsnoka is. Mint kamaszkorom mentorának, mintaképének rengeteget köszönhettem neki. Ösztönös, gyakorlati nevelőzseni volt. Nem én voltam az egyetlen, akit Guszti bá ’ gatyába rázott.” Új Ifjúsági Szemle, 2010. 3. szám.[11]
- Keller József az orosházi Táncsics Mihály Gimnázium és Ipari Szakközépiskola igazgatója (1956-1986) így emlékezett meg 1975-ben Udvarhelyi Ágostnonról. „Döntő hatással volt Rám Udvarhelyi Ágoston, aki a történelmet és földrajzot tanította. „A budapesti Fáy András Gimnáziumban, ahol 1944-ben érettségiztem, Udvarhelyi tanár úr kurucos magatartását csodáltam, aki az adott nehéz időszakban is igaz ember maradt. Tőle hallottuk először: „Dunának, Oltnak egy a hangja.” Más népek megbecsülését tanította nekünk. ami abban az időben igen nagy szó és bátorság volt. Soha nem felejtem el, hogy 1944-ben ferencvárosi gimnáziumunkban ő volt az, aki leszedte a sárga csillagot azok melléről, akiket ez a szégyenteljes megkülönböztetés ért. Közöttünk a tanár és diák kapcsolat is más volt. Közvetlen vitatkozó szellemet alakított ki, nem tartotta szükségesnek a három lépés távolság merev betartását. Tőle igazán sokat kaptam akkor is és azóta is.” Fülöp Béla. Arckép több tételben. Beszélgetés Keller Józseffel. Békés Megyei Népújság, 1975-09-11. 213. szám.[12]
- Gulyás Miklós. Utóirat parancsa. „Udvarhelyi Ágoston tanárunk a földrajzot tanította. A Szovjetuniót csak Szu-nak nevezte, így rövidítve. [] Guszti bácsi mindig mellettünk állt. Legalábbis az én szememben az ő érdeme, az iskolához való most már örök hűségünk. Hogy az Árpád gimnázium Alma Mater lett.” Gulyás Miklós. Utóirat parancsa. Látó, 1997. 1. sz. 21.[13]
- Mohos Márta. Sugárkoszorú. Sós Júlia emlékezik. Udvarhelyi Ágoston „kiváló pedagógus, aki mindent tud, amit könyvből nem lehet megtanulni, ez hatalmas erő” – mondta róla. Nagy barátságban volt tanítványaival, változatlan energiával tanított: „Ez a legszebb munka a világon, s minden évben sok-sok örömet ad.” [14]

## Emlékezete
- Udvarhelyi-díj. Alapította a Fáy András Gimnázium 1989-ben.[1]
- Udvarhelyi Ágoston Kalokagathya díja. Óbudai Árpád Gimnázium. Alapítva 1983-ban. Alapította az 1958-ban érettségizett IV.a. osztály tanulói. „A díj egyszerre kapcsolódik az iskola hagyományaihoz és Udvarhelyi tanár úr nevelői tevékenységéhez, aki kiváló felkészültséggel, nemes emberi tulajdonságaival, sok szeretettel, odaadással és türelemmel azon munkálkodott, hogy tanítványaiban a legtisztább emberi értékeket alakítsa ki, majd az érettségi után is figyelemmel kísérte életpályájukat, atyai barátsággal, jókedvvel adott nekik tanácsot, segítséget.”[15]
- Udvarhely Ágoston emléktáblát avattak 1989-ben a Fáy András Gimnáziumban.[16]
- Emléktáblája az Óbudai Árpád Gimnázium előterében.[17]

## ÁBTL iratok. Jelentések Udvarhelyi Ágostonról
Udvarhelyi Ágoston mint cserkészvezető került az állambiztonság célkeresztjébe. 3.1.2. M-37479 Sipos Péter. 1958-1965. BM II/5-a. alosztálya, később a BM III/III-2-a. alosztálya foglalkoztatta a "Sipos Péter" fedőnevű az ügynököt, aki budapesti papokról, egyházi kapcsolatairól, a Mária Légióról, a cserkész mozgalomról jelentett. "Sipos Péter" igazi neve Szecsődi József,Tamás, Szőnyei: A klerikális reakció dalnokai (magyar nyelven). Magyarnarancs.hu, 2010. január 7. (Hozzáférés: 2023. május 15.) aki 23 éves kora, 1957 óta állt állambiztonsági szolgálatban. „Szecsődi József (1934-) a IX. kerületi Fáy András Gimnázium tanulója, 1944-ben I., 1945-ben a II., 1946-ban a III. osztály tanulója.IX. ker. Fáy András Gimnázium, Budapest, 1944 | Arcanum Digitális Tudománytár (magyar nyelven). adt.arcanum.com. (Hozzáférés: 2023. május 15.)IX. ker. Fáy András Gimnázium, Budapest, 1945 | Arcanum Digitális Tudománytár (magyar nyelven). adt.arcanum.com. (Hozzáférés: 2023. május 15.)IX. ker. Fáy András Gimnázium, Budapest, 1946 | Arcanum Digitális Tudománytár (magyar nyelven). adt.arcanum.com. (Hozzáférés: 2023. május 15.) Osztályfőnöke Kiss László. Udvarhelyi Ágoston 1926-1946 között a Fáy András Gimnáziumban tanított, cserkészvezető is volt. (1935 előtt Uhlitz Ágoston) „A magyar cserkészettel 3 éves cserkészmunkám alatt ismerkedtem meg. Céljai és törvényei a felszabadulás után köztudomásúak voltak, hisz legálisan működött. [] Én csak csapaton belül ismertem személyesen cserkész vezetőket. Parancsnokom Udvarhelyi Ágoston, igen vallásos ember volt. Tudomásom szerint, mint parancsnok, szemben állt az akkor alakuló Diákszövetségi szervezettel. Amikor a fúzió lett volna az úttörőkkel, a Fáy gimnáziumból az Árpádba helyezték és utána Kántálva Rezső gimnáziumi tanár lett a parancsnok”